# Carl Epting Mundy mlajši
Carl Epting Mundy mlajši, ameriški general marincev, * 16. julij 1935, Atlanta, Georgia, ZDA, † 2. april 2014, Alexandria, Virginija, ZDA.

## Življenjepis
Decembra 1953 se je vpisal v Korpus mornariške pehote Združenih držav Amerike (KMP ZDA), kjer je začel šolanje v šolskem programu za vodne poveljnike. Po končanem šolanju je služil v 38. specialni pehotni četi (Montgomery, Alabama), kjer je napredoval v vodnika. Z diplomiranjem na univerzi Auburn je napredoval v častnika.
Kot pehotni častnik je poveljeval četi v 2. marinski diviziji (Marine Corps Base Camp Lejeune), služil kot izvršilni marinski častnik na letalonosilki USS Tarawa (CVS-40) in na križarki USS Little Rock (CLG-4); bil inštruktor na The Basic School (Quantico, Virginija) in nazadnje častnik za izbiro častnikov v Raleigh, Severna Karolina.
Med vietnamsko vojno je sprva služil kot operativni častnik (nato kot izvršilni častnik) 3. bataljona 26. marinskega polka, 3. marinske divizije. Nato je bil premeščen na mesto obveščevalni častnik pri poveljniku 3. marinske ekspedicijske sile. Januarja 1968 je bil premeščen kot adjutant asistenta komandanta KMP ZDA.
Julija 1969 je bil premeščen v Quantico, kjer je po diplomiranju junija 1970 (Command and Staff College) opravljal dolžnost inšpektorja-inštruktorja v 4. zračnopomorski strelski četi za zvezo.
Od 1973 do 1974 je poveljeval 2. bataljonu 4. marinskega polka 3. marinske divizije (Okinava). Nato je bil premeščen v štab poveljnika v Quantico. Od 1976 do 1977 je študiral in diplomiral na Naval War College (Newport, Rhode Island), nakar je bil premeščen v štab KMP ZDA, kjer je opravljal dolžnost načelnika zahodne regije in nato kot namestnik direktorja za predlagane načrte in programske skupine.
Avgusta 1980 je bil premeščen na dolžnost asistenta načelnika štaba za obveščevalno dejavnost 3. marinske divizije. Istočasno je bil načelnik štaba 6. marinske ekspedicijske brigade. Marca 1981 je bil premeščen na dolžnost poveljnika 2. marinskega polka, kjer je istočasno opravljal še dolžnost poveljnika 38. in nato 36. marinske ekspedicijske enote.
Po napredovanju v brigadnega generala 30. aprila 1982 je bil premeščen na dolžnost direktorja naborne sekcije pri štabu KMP ZDA. Junija 1984 je postal poveljnik poveljništva za trening izkrcevalnih sil za Atlantik.
Aprila 1986, ko je napredoval v generalmajorja, je začel dolžnost operacijskega direktorja, štab KMP ZDA. Marca 1988 je napredoval v generalporočnika in prevzel dolžnost namestnika načelnika štaba za načrtovanje, politiko in operacijo, štab KMP ZDA, nato namestnik za marinske operacije pri združenem štabu, nato poveljnik marinskih enot pri atlantski floti, poveljnik 2. marinske ekspedicijske sile in nazadnje še poveljnik marinskih sil v Evropi.
1. julija 1991 je napredoval v generala in postal 30. komandant Korpusa mornariške pehote Združenih držav Amerike. Upokojil se je 30. junija 1995.

## Odlikovanja
- obrambna medalja za izjemno služenje
- Legija za zasluge
- Bronasta zvezda
- Škrlatno srce
- Legija časti

## Napredovanja
- poročnik - junij 1957
- brigadni general - 30. april 1982
- generalmajor - april 1986
- generalporočnik - marec 1988
- general - 1. julij 1991